# Ètnia tama
Els tama són un grup ètnic del Txad i del Sudan, que parlen la llengua tama, format pels tama propis, els frenga i els mileri; aquests darrers a vegades són descrits erròniament com àrabs Misiriyya i viuen al Jaban Mun.
La majoria dels tama viuen al Txad on estan dirigits per un sultà amb seu a Gereda. Al Darfur tenen un cap que viu a Kabkabiyya; als primera anys del segle XXI era Salih Sinin de la família del faqi Sinin, un líder mahdista que va lluitar repetidament contra Ali Dinar, el sultà de Dar Fur fins a 1916.